# Joseph Calleia
Joseph Calleia (Mdina, 4 augustus 1897 – Sliema, 31 oktober 1975) was een in Malta geboren Amerikaans acteur. Hij was een karakteracteur die in een tijdspanne van ruim dertig jaar (1931-1963) in een zestigtal films te zien was.

## Leven en werk

### Afkomst en eerste stappen op het podium
Joseph Calleja werd geboren in Malta als de zoon van een architect van Spaanse oorsprong. Hij volgde er middelbaar onderwijs. In 1914 verliet hij Malta als lid van een mondharmonicaband. In Parijs en Londen speelde de band in music halls en cafés waarbij Joseph, begiftigd met een goede stem, ook zong.

### Eerste Wereldoorlog
Bij het uitbreken van de Eerste Wereldoorlog sloot Calleia zich aan bij de British Transport Service. Twee en een half jaar later liep hij verwondingen op en werd hij geruime tijd in het ziekenhuis opgenomen. Daarop kreeg hij een campagnemedaille en werd hij eervol uit het leger ontslagen.

### Toneel
In 1917 vertrok Calleia naar de Verenigde Staten waar hij aanvankelijk aan de kost kwam als onder meer zanger en als vaudeville-artiest. Ondertussen bood hij zich voortdurend aan bij boekingskantoren. In 1920 slaagde hij er uiteindelijk in in een theater op Broadway op te treden. Vanaf dan acteerde en zong hij regelmatig op Broadway. In 1926 behaalde hij zijn eerste belangrijke succes: Broadway, de eerste commerciële voltreffer van George Abbott. Vanaf dan werd hij ook toneelmeester. Als acteur was hij vervolgens te zien in bekend geworden stukken als The Front Page en Grand Hotel. In 1934 werd hij een ster dankzij zijn hoofdrol - voor het eerst een gangster - in het melodrama Small Miracle. Zijn smakelijke vertolking van een zowaar leuke zware jongen lag aan de basis van zijn overstap naar Hollywood. Calleia keerde veel later, in 1948, nog een keer terug op de bühne voor Arthur Millers stuk All My Sons. 

### Film

#### Productieve jaren dertig
In 1935 zette Calleia voor het eerst een gangsterfiguur neer in de filmwereld: in het misdaaddrama Public Hero ﹟1. Vanaf 1936 - een jaar waarin hij in zeven films optrad - begon Calleia's carrière op volle toeren te draaien. Vooral het drama Riffraff (1936) was vermeldenswaardig. Calleia als rijke fabriekseigenaar en een van zijn werknemers (Spencer Tracy) streden er om de hand van Jean Harlow.

##### Begin van de typecasting als zuiderse man
In het drama Algiers (1938), de Amerikaanse remake van de Franse klassieker Pépé le Moko (1937), werd Calleia gecast als de schrandere en omzichtige Algerijnse staatsinspecteur die geduldig het opportuun ogenblik afwacht om de Franse gangster Pépé le Moko in de Kasba van Algiers aan te houden.
Deze rol was Calleia's eerste 'exotische' rol van enige omvang. Dit werd zijn handelsmerk: gezien zijn roots zou hij in de loop van zijn carrière heel wat zuiderse, mediterrane of Latijns-Amerikaanse types belichamen in films die zich dikwijls op even exotische locaties afspeelden.

##### Druk
Net zoals het jaar 1936 was 1939 heel druk: Calleia was in vijf films te zien. 
- De dramatische biopic Juarez (1939) toonde Calleia in de rol van de vice-president van de Mexicaanse president Benito Juárez die de Amerikaanse wapenlevering voor Juárez' leger dwarsboomt en zo de overwinning van de regerende Maximiliaan van Mexico begunstigt.
- In de komische horrorfilm The Gorilla vertolkte hij met verve een mysterieuze man.
- In de avonturenfilm Five Came Back was hij een van de negen passagiers van een vliegtuig dat een noodlanding moet maken in een gevaarlijk oerwoud. Hij is een anarchist die uitgeleverd moet worden, een doodvonnis wacht op hem voor het vermoorden van een belangrijk politicus.
- In het drama Golden Boy  vertolkte hij een gangster die actief is in het boksmilieu.
- In het misdaaddrama Full Confession belichaamde hij een priester die worstelt met het biechtgeheim.

#### Jaren veertig: vooral een aantal (film noir) klassiekers
Ook in de jaren veertig portretteerde hij dikwijls zuiderse types:
- In de in Brits-Oost-Afrika gesitueerde oorlogsfilm Sundown (1941) was hij een Italiaans krijgsgevangene.
- In de in India gesitueerde avonturenfilm Rudyard Kipling's Jungle Book (1942) gaf hij gestalte aan de Indiër Buldeo, de oudere opperjager van het dorp en vijand van Mowgli.
- In de film noir The Glass Key (1942) was hij een gangster.
- In het tijdens de Spaanse Burgeroorlog gesitueerde en op de gelijknamige roman van Ernest Hemingway gebaseerde oorlogsdrama For Whom the Bell Tolls (1943) leidde hij onder de naam El Sordo, een man van weinig woorden, een parallelle antifascistische guerrillagroepering.
- In de tijdens de Tweede Wereldoorlog gesitueerde film noir/spionagefilm The Conspirators (1944) was hij kapitein Pereira, hoofd van de politie in Lissabon.
- In de film noir Gilda (1946) vertolkte hij een politiedetective die door de Argentijnse politie wordt aangesteld om de mede-eigenaar van een casino te ondervragen over Duitse gangsters.
- In Douglas Sirks film noir Lured (1947) vertolkte hij een mysterieuze figuur die jonge vrouwen naar Zuid-Amerika lokt onder het voorwendsel dat zij daar een veelbelovende kans krijgen, in werkelijkheid worden ze gedwongen tot slavernij.

#### Drukke jaren vijftig

##### Nog meer kleurrijke rollen
In de jaren vijftig bleef Calleia dikwijls gecast voor zuiderse en/of exotische rollen. Hij was onder meer burgemeester van een Corsicaans dorp in de misdaadfilm Vendetta (1950), een Mexicaanse bandiet in de western Branded (1950), een Italiaanse politie-inspecteur in het misdaaddrama The Light Touch (1951), een commissaris in Rome in de komedie When in Rome (1952), de weinig betrouwbare explosieven-specialist Pablo in de tijdens de Mexicaanse Revolutie gesitueerde western The Treasure of Pancho Villa (1955), een zigeuner en vader van de onstuimige Jane Russell in het drama Hot Blood (1956) en een indiaans opperhoofd in de tragikomische western The Light in the Forest (1958).

##### Twee klassiekers als orgelpunt
Een van Calleia's knapste vertolkingen was die van de vermoeide rechercheur en levenslange assistent van een verdorven politiekapitein (Orson Welles) in diens film noir Touch of Evil (1958).  
In het tijdens de Texaanse Onafhankelijkheidsoorlog gesitueerde episch en historisch oorlogsdrama The Alamo (1960) gaf Calleia gestalte aan Juan Seguín, een Texaanse politicus en militair die meevocht tijdens de belegering van de Alamo.

### Privéleven
In 1929 trouwde Calleia met Eleanor Vassallo Calleia. Hun huwelijk bleef kinderloos. 
In 1941 werd hij genaturaliseerd tot Amerikaan.
In 1963 vestigde het koppel zich in Malta. Zijn vrouw overleed er in 1967.
Calleia overleed in 1975 op 78-jarige leeftijd.  

## Filmografie (ruime selectie)
- 1931 - My Sin (George Abbott)
- 1935 - Public Hero ﹟1 (J. Walter Ruben)
- 1936 - Riffraff (J. Walter Ruben)
- 1936 - Tough Guy (Chester Franklin)
- 1936 - His Brother's Wife (W.S. Van Dyke)
- 1936 - After the Tin Man (W.S. Van Dyke)
- 1937 - Man of the People (Edwin L. Marin)
- 1938 - Algiers (John Cromwell)
- 1938 - Marie Antoinette (W.S. Van Dyke)
- 1939 - Juarez (William Dieterle)
- 1939 - The Gorilla (Allan Dwan)
- 1939 - Five Came Back (John Farrow)
- 1939 - Golden Boy (Rouben Mamoulian)
- 1939 - Full Confession (John Farrow)
- 1940 - My Little Chickadee (Edward F. Cline)
- 1940 - Wyoming (Richard Thorpe)
- 1941 - Sundown (Henry Hathaway)
- 1942 - Rudyard Kipling's Jungle Book (Zoltan Korda)
- 1942 - The Glass Key (Stuart Heisler)
- 1943 - For Whom the Bell Tolls (Sam Wood)
- 1943 - The Cross of Lorraine (Tay Garnett)
- 1944 - The Conspirators (Jean Negulesco)
- 1946 - Gilda (Charles Vidor)
- 1947 - The Beginning or the End (Norman Taurog)
- 1947 - Lured (Douglas Sirk)
- 1950 - Branded (Rudolph Maté)
- 1950 - Vendetta (Mel Ferrer)
- 1951 - Valentino (Lewis Allen)
- 1951 - The Light Touch (Richard Brooks)
- 1952 - When in Rome (Clarence Brown)
- 1953 - The Caddy (Norman Taurog)
- 1955 - Underwater! (John Sturges)
- 1955 - The Treasure of Pancho Villa (George Sherman)
- 1956 - Hot Blood (Nicholas Ray)
- 1956 - Serenade (Anthony Mann)
- 1957 - Wild Is the Wind (George Cukor)
- 1958 - Touch of Evil (Orson Welles)
- 1960 - The Alamo (John Wayne)

- Bibsys: 5036058
- Biblioteca Nacional de España: XX1561095
- Bibliothèque nationale de France: cb13938525d (data)
- Gemeinsame Normdatei: 141982225
- International Standard Name Identifier: 0000 0001 2121 0726
- Library of Congress Control Number: n85085828
- Nationale Bibliotheek van Tsjechië: xx0150231
- Nationale Bibliotheek van Israël: 987007427170505171
- Istituto Centrale per il Catalogo Unico: CFIV094814
- SNAC: w6b589t5
- Système universitaire de documentation: 060990384
- Virtual International Authority File: 12495719
- WorldCat: E39PBJjdcRmKBHF9QQrpYtbfMP